# Atimura japonica
Atimura japonica är en skalbaggsart som beskrevs av Bates 1873. Atimura japonica ingår i släktet Atimura och familjen långhorningar.
Artens utbredningsområde är Filippinerna. Inga underarter finns listade.